# Estação Vladimirskaia
Vladimirskaia (em russo:  Влади́мирская) é uma das estações da linha Kirovsko-Vyborgskaia (Linha 1) do metro de São Petersburgo, na Rússia. Estação «Vladimirskaia» está localizada entre as estações «Ploshchad Vosstania» (ao norte) e «Pushkinskaia» (ao sul).